# Äijihsuálui
Äijihsuálui (finska: Ukonsaari) är en ö i Finland. Den ligger i sjön Enare träsk och i kommunen Enare i den ekonomiska regionen Norra Lappland och landskapet Lappland, i den norra delen av landet, 1 000 km norr om huvudstaden Helsingfors. Öns största längd är 70 meter i sydväst-nordöstlig riktning.